# Erdeven
Erdeven är en kommun i departementet Morbihan i regionen Bretagne i nordvästra Frankrike. Kommunen ligger i kantonen Belz som tillhör arrondissementet Lorient. År 2022 hade Erdeven 3 987 invånare.

## Befolkningsutveckling
Antalet invånare i kommunen Erdeven
| Referens: INSEE |